# 颱風海倫 (1972年)
颱風海倫（國際編號：7220，台灣編號：7219，中國大陸編號：7214，聯合颱風警報中心：20W，菲律賓氣象局：Paring）是1972年太平洋颱風季中的熱帶氣旋之一，風暴於9月11日形成，9月21日消散，維持了約十日。海倫在日本又被稱為昭和四十七年颱風第二十號，亦是該年影響日本最嚴重的熱帶氣旋。它在本州和歌山縣登陸之前曾是薩菲爾-辛普森颶風等級制度下的三級颱風，登陸後更為主要地方造成豪雨，伴隨而來的強風也加重了當地的災情。最終造成4,213間房屋倒塌、146,547間房屋受損、322艘船隻破損或者擱淺，另有87人死亡、158人受傷，直接經濟損失為1.02億美元（以1972年計）。

## 氣象歷史
1972年9月初，有一個熱帶擾動在北馬里亞納群島附近的一道近赤道槽發展。9月11日，日本氣象廳開始監測該擾動，同時將它升格為熱帶低氣壓。最初該系統向西南移動，不久後便轉向西北沿高壓脊移動。9月13日，一架美國空軍偵察機被派往該系統的中心上空進行偵測，發現它已經增強為熱帶風暴，於是，聯合颱風警報中心開始為它進行監測，命名為海倫。之後，菲律賓氣象局（今菲律賓大氣地球物理和天文管理局）也開始對海倫發出警報，並自行為它命名為「Paring」。翌日，海倫增強為颱風，和轉向北移動，後來受到一道位於東海、增強中的低壓槽所影響，再轉向東北偏北加快移動。
9月16日下午，偵察機錄得海倫飛航高度風速達185公里每小時，而海平面風速亦被估計為相若，令它成為薩菲爾-辛普森颶風等級制度下的三級颱風。同日較後時間，海倫在日本和歌山縣西牟婁郡串本町（今東牟婁郡串本町）附近登陸，當地錄得氣壓讀數為955百帕斯卡，是為它的最低氣壓。海倫其後穿過本州，威力減弱，在移到北海道附近海域時速度突然減慢，並且在該處逆時針緩慢繞行一圈。9月19日，海倫與附近一個高空氣旋合併，及轉化為溫帶氣旋。其殘餘經過北海道南部，最終於9月21日在北海道以東海域消散。

## 影響
在海倫到來之前，日本政府官員已警告居民提防大雨。日本國有鐵道部分路段亦因應風暴關係而停駛，有不少乘客滯留。於9月18日，有大概六分之一的鐵路班次延誤或被迫取消。
到了它登陸本州之時，接近風暴中心110公里半徑範圍的地方（包括近畿地方）受到超過120公里每小時的颶風吹襲，釀成海陸空交通大規模癱瘓。而最高陣風則在兵庫縣洲本市錄得，高達181公里每小時。 三重縣津市全市因強風而停電，愛知縣名古屋市也有零散電力中斷。風暴也為日本主要地方造成豪雨，最終引致暴洪的發生。在本州和北海道錄得的最高雨量分別為580毫米和790毫米。全國也有4,213間房屋倒塌、146,547間房屋受損，至少3,000人無家可歸。其中在四國高知縣高知市，一場山泥傾瀉掩埋了九間房屋，有十人死亡；在埼玉縣東松山市，由風暴生成的龍捲風吹倒了八間房屋。另有很多道路和橋樑因被洪水沖蝕而遭受嚴重破壞，據東京警方統計，有140座橋樑受損。
風暴帶來的湧浪也將一些大型船隻沖上岸邊，包括一艘在伊勢灣擱淺的9,000英噸貨輪。有兩艘漁船在八丈島沉沒，24名漁民因此而淹死。據事後統計，全國共有322艘船隻破損或者擱淺。9月17日，日本自衛隊開始被動員進行救災工作。
包括海上在內，海倫在日本帶走85條人命；在南韓東部沿岸，有兩人被湧浪捲走而死。總而言之，海倫最終造成87人死亡、158人受傷，直接經濟損失為1.02億美元（以1972年計），是為該年影響日本最嚴重的熱帶氣旋。

## 參看
- 1972年太平洋颱風季

## 外部連結
- （英文）https://web.archive.org/web/20090826230250/http://metocph.nmci.navy.mil/jtwc.php 聯合颱風警報中心首頁
- （日語）http://www.jma.go.jp/jma/index.html （页面存档备份，存于） 日本氣象廳首頁
- （英文）http://www.pagasa.dost.gov.ph （页面存档备份，存于） 菲律賓大氣地球物理和天文管理局首頁